# Michail Byčkov
Michail Ivanovič Byčkov (in russo Михаил Иванович Бычков?; Ljubercy, 22 maggio 1926 – Mosca, 17 maggio 1997) è stato un hockeista su ghiaccio sovietico, dal 1991 russo.

## Palmarès

### Olimpiadi invernali
- 1 medaglia[1]:
  - 1 bronzo (Squaw Valley 1960)